# Уђенто
Уђенто (итал. Ugento) је насеље у Италији у округу Лече, региону Апулија.
Према процени из 2011. у насељу је живело 8875 становника. Насеље се налази на надморској висини од 89 м.

## Становништво
Према резултатима пописа становништва 2011. у општини је живело 12.001 становника.
| 1936. | 1951. | 1961. | 1971. | 1981.  | 1991.  | 2001.  | 2011.  |
| ----- | ----- | ----- | ----- | ------ | ------ | ------ | ------ |
| 6.551 | 8.350 | 9.235 | 8.967 | 10.144 | 11.301 | 10.824 | 12.001 |